# Finale del campionato NFL 1946
La finale del campionato NFL 1946 è stata la 14ª del campionato della NFL. La gara si disputò tra i Chicago Bears e i New York Giants.
Il giorno prima della partita, due giocatori dei Giants, Frank Filchock e Merle Hapes, furono accusati di avere ricevuto una mazzetta per aggiustare la partita da Alvin Paris. Il Sindaco William O'Dwyer avvisò Jack Mara, Wellington Mara e Bert Bell che a loro volta informarono la polizia delle prove contro i due. Ore dopo, i quattro si incontrarono alla Gracie Mansion e il Sindaco interrogò i due giocatori separatamente. Hapes ammise che gli era stata offerta una tangente mentre Filchock negò. Diverse ore dopo, Paris fu arrestato e confessò di avere corrotto i giocatori. Hapes fu sospeso da Bell, mentre a Filchock fu concesso di giocare. Durante il processo a Paris settimane dopo, Filchock ammise sotto giuramento di avere ricevuto una mazzetta.

## Marcature
- CHI Kavanaugh su passaggio da 21 yard di Luckman (extra point trasformato da Maznicki) 7–0 CHI
- CHI Magnani su ritorno di intercetto da 19 yard (extra point trasformato da Maznicki) 14–0 CHI
- NY Liebel su passaggio da 38 yard di Filchock (extra point trasformato da Strong) 14–7 CHI
- NY Filipowicz su passaggio da 5 yard di Filchock (extra point trasformato da Strong) 14–14 PARI
- CHI Luckman su corsa da 19 yard (Maznicki kick) 21–14 CHI
- CHI FG di Maznicki da 26 yard 24–14 CHI